# The Fall of Melnibone
The Fall of Melnibone je EP od španělské heavy metalové kapely s prvky neo-classical metalu, power metalu, progressive metalu, symphonic metalu Dark Moor.

## Seznam skladeb
1. "The Fall of Melnibone" - 10:31
2. "Silver Lake" - 5:18
3. "Wood's Song" - 3:09
4. "Halloween" (Helloween cover) - 13:24
5. "Cuentos de Ayer y de Hoy" (Ñu cover) - 3:41